# ロシア国立ウイルス学・生物工学研究センター
ロシア国立ウイルス学・生物工学研究センター（ロシア語： Государственный научный центр вирусологии и биотехнологии）、別名：VECTOR（Вектор）、国立ウイルス学・バイオテクノロジー研究センターは、ノヴォシビルスクの都市型集落コルトソボにあるウイルス学・生物工学を研究する研究所である。冷戦中は生物兵器の開発拠点として知られていた。
バイオセーフティーレベルはレベル1からレベル4まで、想定される全ての施設を保有する。アメリカ疾病予防管理センター（CDC）と共に、自然界で撲滅した天然痘ウイルスを保有する施設ともなっている。
創設以来、施設を守る部隊が存在する。

## 歴史
1974年、全連邦国立分子生物学研究所（Всесоюзный научно-исследовательский институт молекулярной биологии、略称：ВНИИ МБ)として設立。

## 事故
- 2014年5月5日、研究助手が誤って自分の手にエボラウイルス注射を刺してしまい、即座に上司に報告し専門的な治療を行ったが2週間後に死亡した[5]。
- 2019年9月16日、6階建てビルの5階でガス爆発が発生し、従業員1人が3度の火傷を負い集中治療室に運び込まれた。施設のガラスが飛散したものの建物自体には影響は見られなかった。タス通信によると市長はバイオハザードなどの危険は無いとコメントしている[1]。